# Acidosasa nanunica
Acidosasa nanunica là một loài thực vật có hoa trong họ Hòa thảo. Loài này được (McClure) C.S.Chao & G.Y.Yang mô tả khoa học đầu tiên năm 2001.